# Eurekaprijs voor wetenschapscommunicatie
De Eurekaprijs voor wetenschapscommunicatie was een prijs die werd uitgereikt door de Nederlandse Organisatie voor Wetenschappelijk Onderzoek (NWO) en de Koninklijke Nederlandse Akademie van Wetenschappen (KNAW).
De prijs werd tot 2012 uitgereikt als de Eurekaprijs. Hij is ontstaan uit een fusie van de KIJK / Wetenschapsweekprijs (ingesteld in 1991 door het blad Kijk) en de Van Walree Prijs van NWO (ingesteld in 1993). Tot zijn opheffing in 2005 is de Stichting Weten als organisator betrokken geweest bij deze prijs.
Vanaf 2012 werd de prijs toegekend door NWO samen met de KNAW en heette officieel de 'Eurekaprijs voor wetenschapscommunicatie'.
De prijs werd uitgereikt voor een populairwetenschappelijke publicatie en kent drie categorieën: 
- de Furore Boekenprijs
- de Jos Withagen Mediaprijs
- de NWO Oeuvreprijs

De oeuvreprijs werd toegekend aan een persoon die zich in Nederland op een uitzonderlijke wijze heeft ingezet voor het onder de aandacht brengen van (een terrein van) wetenschap en techniek en die volgens de jury het meest van alle genomineerden heeft bijgedragen tot een beter begrip van wetenschap en techniek. De prijs, bestaande uit een geldbedrag en een plastiek, was een middel om personen voor hun oeuvre te waarderen of om veelbelovende personen aan te moedigen.
In 2015 besloot de KNAW de prijs niet meer uit te reiken.

## Winnaars
- 1991 – 'Oermensen in Nederland', Wil Roebroeks: boekenprijs
- 1993 – 'Gebarentaal. De taal van doven in Nederland', Liesbeth Koenen, Tony Bloem en Ruud Janssen: boekenprijs
- 1995 – 'Darwins hofvijver', Tijs Goldschmidt: boekenprijs
- 1998 – 'Bolland. Een biografie', Willem Otterspeer: boekenprijs
- 2000 – 'Zin der Zotheid. Vijf eeuwen cultuurgeschiedenis van zotten, onnozelen en zwakzinnigen', Inge Mans: Vrij Nederland Publieksprijs
- 2000 – 'Het Varken', Anno Fokkinga en Marleen Felius: boekenprijs
- 2002 – 'Kaas en de evolutietheorie', Bas Haring: boekenprijs
- 2002 – Noorderlicht televisie, VPRO: mediaprijs
- 2002 – Govert Schilling, wetenschapsjournalist: oeuvreprijs
- 2003 – 'Waarom het leven sneller gaat als je ouder wordt', Douwe Draaisma: boekenprijs
- 2003 – Natuur & Techniek, Veen Magazines: mediaprijs
- 2003 – Midas Dekkers, bioloog, auteur en programmamaker: oeuvreprijs
- 2004 – 'Gegrepen door emoties, wat gezichten zeggen', Paul Ekman: Intermediair Lezersprijs
- 2004 – 'Een jongen van het dorp', Chris van Esterik: boekenprijs
- 2004 – De Nationale Wetenschapsquiz Junior, VPRO: mediaprijs
- 2004 – Maarten van Rossem, historicus: oeuvreprijs
- 2005 – Monique Punter, hoofdredacteur van Kijk: Furore Eurekaprijs voor de beste vrouwelijke prestatie
- 2005 – 'Trouw nooit een vrouw met grote voeten', Mineke Schipper: boekenprijs
- 2005 – Nieuwslicht, VARA: mediaprijs
- 2005 – Dirk van Delft, chef wetenschap NRC Handelsblad: oeuvreprijs
- 2006 – 'Na het kamp', Jolande Withuis: boekenprijs
- 2006 – Wetensnap, VPRO: mediaprijs
- 2006 – Jan van de Craats, wiskundige: oeuvreprijs
- 2007 – 'De menselijke maat', Salomon Kroonenberg: boekenprijs
- 2007 – Keuringsdienst van Waarde, RVU: mediaprijs
- 2007 – Hans van Maanen, wetenschapsjournalist: oeuvreprijs
- 2008 – 'De herschepping van de wereld', Floris Cohen: boekenprijs
- 2008 – Andere Tijden, NPS: mediaprijs
- 2008 – Hans de Rijk, allround-autodidact: oeuvreprijs
- 2009 – Wim van der Weiden, museoloog/historicus: oeuvreprijs
- 2009 – 'De Depressie-Epidemie', Trudy Dehue en 'Het Morele Instinct', Jan Verplaetse: boekenprijs
- 2012 – Bioloog Freek Vonk en radio- en tv-maker Rob van Hattum
- 2013 – Entomoloog Marcel Dicke en radio- en tv-programma Vroege Vogels
- 2015 – Alexander Klopping en Marten Blankesteijn voor het initiëren van de Universiteit van Nederland en de makers van de documentaire Ik ben Alice. Deze documentaire werd geproduceerd door Janneke Doolaard.